# The Order (série télévisée)
Pour les articles homonymes, voir The Order.
The Order ou L'Ordre au Québec est une série télévisée fantastique et horrifique américaine en vingt épisodes d'environ 48 minutes créée par Dennis Heaton et mise en ligne le 7 mars 2019 et le 18 juin 2020 sur Netflix.
La première saison a reçu des critiques positives lors de sa sortie.

## Synopsis
Jack Morton, un étudiant de première année à l'université Belgrave, décide de rejoindre l'Ordre hermétique de la rose bleue, une société secrète légendaire dont semble faire partie son père. Il souhaite se venger de celui-ci avec son grand-père car il serait responsable du décès de sa mère.
Cependant l'ordre de la rose bleue se trouve être une société secrète qui étudie et enseigne la magie.
Il doit passer des épreuves aux côtés d'autres néophytes avant de pouvoir être accepté.
Cependant une créature tue les néophytes. À l'aide de la jeune Alyssa Drake, il va tenter de retrouver cette créature et se heurter à ce qui semble être des loups-garous.

## Distribution

### Acteurs principaux
- Jake Manley (VF : François Santucci) : Jack Morton
- Sarah Grey (VF : Nastassja Girard) : Alyssa Drake
- Matt Frewer (VF : François Raison) : Peter Morton (saison 1)
- Max Martini (VF : Mathieu Buscatto) : Edward Coventry (saison 1)
- Louriza Tronco (VF : Louise Emma Morel) : Gabrielle Duprez (saison 2, récurrente saison 1)

### Acteurs récurrents
- Sam Trammell (VF : Alexis Victor) : Eric Clarke (saison 1, invité saison 2)
- Adam DiMarco (VF : Maxime Baudouin) : Randall Carpio
- Katharine Isabelle (VF : Stéphanie Hédin) : Vera Stone
- Aaron Hale (VF : Benjamin Gasquet) : Brandon
- Jedidiah Goodacre (VF : Clément Moreau) : Kyle (saison 1, invité saison 2)
- Sean Depner (VF : Nicolas Duquenoy) : Jonas
- Kawennáhere Devery Jacobs (VF : Flora Kaprielian) : Lilith Bathory
- Thomas Elms (VF : Hugo Brunswick) : Hamish Duke
- Kayla Heller (VF : Déborah Claude) : Selena Durov
- Christian Michael Cooper (VF : Cécile Gatto) : Maddox Coventry
- Françoise Yip (VF : Josy Bernard) : Elizabeth Kepler

### Invités
- Hiro Kanagawa : l'inspecteur Hayashi (saison 1, épisode 1)
- Drew Tanner (en) (VF : Gabriel Bismuth-Bienaimé) : Todd Shutner (saison 1, épisode 1)
- Ty Wood (VF : Yoann Sover) : Gregory Crain (saison 1, épisodes 1 et 2)
- Jewel Staite (VF : Laura Blanc) : Renee Marand (saison 1, épisodes 5 et 6)
- Dylan Playfair (en) (VF : Grégory Quidel) : Clayton « Clay » Turner (3 épisodes)
- Ian Tracey (VF : Loïc Houdré) : Jurgen Sawyer (3 épisodes)
- Jodelle Ferland (VF : Leslie Lipkins) : Zecchia (saison 2, épisodes 3 et 4)
- Sasha Roiz : Rogwan (saison 2, épisode 4)
- James Marsters (VF : Jean-Pierre Lorit) : Xavier, un des fils de Prométhée (saison 2, épisodes 5 et 6)
- Ian Ziering (VF : Sylvain Agaësse) : Ian Ziering[n 1] (saison 2, épisode 8)
- Jason Priestley (VF : Guillaume Bourboulon) : Jason Priestley[n 1] (saison 2, épisode 8)

Version française dirigée par Ninou Fratellini au studio Deluxe Media Paris, d'après une adaptation des dialogues d'Anne Fombeurre et Aurélie Bourgeois.
 Source et légende : version française (VF) sur RS Doublage et Doublage Séries Database

## Production

### Développement
En avril 2018, Netflix a annoncé avoir commandé dix épisodes de la série qui sera développée par Dennis Heaton,.
En février 2019, Netflix annonce le lancement de série avec la mise en ligne intégrale de sa première saison pour le 7 mars 2019.
En mars 2019, Netflix a annoncé avoir commandé une deuxième saison qui sera composée de dix épisodes. Le tournage débute au cours de l'été à Vancouver et la sortie sur Netflix est attendue courant 2020,.
Le 14 novembre 2020, le producteur de la série annonce sur son compte Twitter qu'il n'y aura pas de saison 3,.

### Attribution des rôles
En avril 2018, Jake Manley et Sarah Grey rejoignent la série dans les rôles respectifs de Jack Morton et Alyssa Drake. Le jour même plusieurs acteurs sont annoncés au sein de la distribution avec les arrivés de Matt Frewer et Max Martini dans les rôles de Peter Morton et Edward Coventry.

### Tournage
Le tournage de la première saison a débuté le 18 avril 2018 à l'Université de la Colombie-Britannique à Vancouver en Colombie-Britannique jusqu'au 20 juillet 2018.
Le tournage de la deuxième saison a commencé le 6 août 2019 et s'est terminé le 7 novembre 2019.

### Avant-première
Le 21 février 2019, la bande-annonce officielle de la série est sortie. La série est sortie sur Netflix le 7 mars 2019.
Le 15 juin 2020, la bande-annonce officielle de la deuxième saison est sortie.

## Épisodes
| Saisons | Saisons | Nombre d'épisodes | Diffusion originale sur Netflix | Diffusion originale sur Netflix |
| Saisons | Saisons | Nombre d'épisodes | Début de saison                 | Fin de saison                   |
| ------- | ------- | ----------------- | ------------------------------- | ------------------------------- |
|         | 1       | 10                | 7 mars 2019                     | 7 mars 2019                     |
|         | 2       | 10                | 18 juin 2020                    | 18 juin 2020                    |

### Première saison (2019)
1. Semaine infernale, première partie (Hell Week, Part One)
2. Semaine infernale, deuxième partie (Hell Week, Part Two)
3. Introduction à l’éthique, première partie (Introduction To Ethics, Part One)
4. Introduction à l’éthique, deuxième partie (Introduction To Ethics, Part Two)
5. Retour aux sources, première partie (Homecoming, Part One)
6. Retour aux sources, deuxième partie (Homecoming, Part Two)
7. Entre-deux, première partie (Undeclared, Part One)
8. Entre-deux, deuxième partie (Undeclared, Part Two)
9. Dernières épreuves, première partie (Finals, Part One)
10. Dernières épreuves, deuxième partie (Finals, Part Two)

### Deuxième saison (2020)
1. Électrons libres, 1re partie (Free Radicals, Part One)
2. Électrons libres, 2e partie (Free Radicals, Part Two)
3. La peur incarnée, 1re partie (Fear Itself, Part One)
4. La peur incarnée, 2e partie (Fear Itself, Part Two)
5. Le Commun, 1re partie (The Commons, Part One)
6. Le Commun, 2e partie (The Commons, Part Two)
7. Le virus enchanté, 1re partie (Spring Outbreak, Part One)
8. Le virus enchanté, 2e partie (Spring Outbreak, Part Two)
9. Nouvel ordre mondial, 1re partie (New World Order, Part One)
10. Nouvel ordre mondial, 2e partie (New World Order, Part Two)

## Accueil

### Réception critique
Rotten Tomatoes a obtenu un taux d'approbation de 100 % pour la première saison avec un score moyen de 7.33 / 10, basé sur 5 avis.